# 49丁目駅 (BMTブロードウェイ線)
49丁目駅（49ちょうめえき、英: 49th Street）はニューヨーク市地下鉄BMTブロードウェイ線の駅である。マンハッタン区ミッドタウンの西49丁目と7番街の交差点に位置し、N系統が終日、Q系統が深夜のみ、R系統が深夜を除く終日、W系統が平日のみ停車する。

## 駅構造
| G          | 地上階                       | 出入口 （49丁目-7番街交差点北東角にエレベーターあり。ただし北行ホーム行きのみ） |
| P ホーム階 | 相対式ホーム、右側ドアが開く | 相対式ホーム、右側ドアが開く |
| P ホーム階 | 南行緩行線                   | ← コニー・アイランド-スティルウェル・アベニュー駅行き（タイムズ・スクエア-42丁目駅） ← 深夜帯：コニー・アイランド-スティルウェル・アベニュー駅行き（タイムズ・スクエア-42丁目駅） ← ベイ・リッジ-95丁目駅行き（タイムズ・スクエア-42丁目駅） ← 平日：ホワイトホール・ストリート駅行き（タイムズ・スクエア-42丁目駅） |
| P ホーム階 | 南行急行線                   | ← 深夜帯以外：通過 |
| P ホーム階 | 北行急行線                   | → 深夜帯以外：通過 → |
| P ホーム階 | 北行緩行線                   | → アストリア-ディトマース・ブールバード駅行き（57丁目-7番街駅）→ 深夜帯：96丁目駅行き（57丁目-7番街駅）→ フォレスト・ヒルズ-71番街駅行き（57丁目-7番街駅）→ 平日：アストリア-ディトマース・ブールバード駅行き（57丁目-7番街駅）→                                                                                     |
| P ホーム階 | 相対式ホーム、右側ドアが開く | |

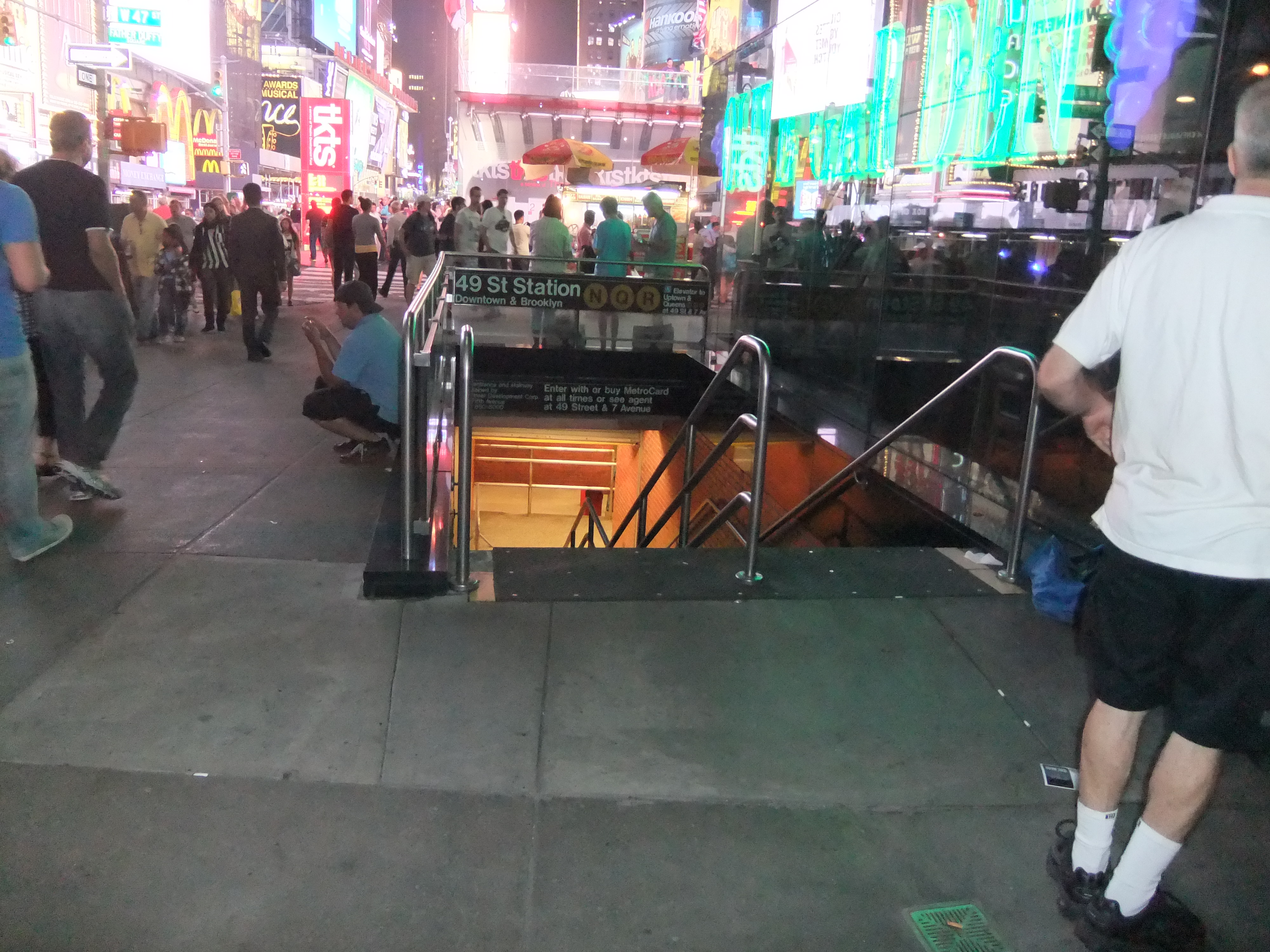
49丁目にある南行ホームへの入口

この駅は1919年7月10日に緩行線2線と急行線2線、相対式ホーム2面を有した2面4線の地下駅として開業した。中央の急行線にはホームは無く深夜を除く終日急行Q系統が通過する。この駅は開業当初は他のBMTブロードウェイ線の駅と同じ内装であったが1973年10月に試験的に改装されることとなった。その後2015年には両ホームの端に黄色の点字ブロックが設置された。
この駅の南側では南行緩行線が一度下層に下がってから再度上昇しタイムズ・スクエア-42丁目駅へと入る。これはIRTブロードウェイ-7番街線が合流してくるためで、ブロードウェイ線南行緩行線が下がっている部分の上を7番街線北行緩行線が横切っている。

### 出口
当駅には改札階がなく、両ホームの南北両端に1ヶ所ずつ、計4つの改札口があり北端の49丁目側の改札口は終日、南端の47丁目側の改札口は一部時間帯のみ開いている。改札は南北で分離されホーム間連絡通路はない。また、北行ホームにのみエレベーターでアクセスすることが可能である。エレベーターは西47丁目と7番街の交差点北東にある新しいオフィスタワーと組み合わせて設置された。
- エレベーター1機、階段1つ、西49丁目と7番街の交差点北東、745 7番街ビルディング内（北行ホーム接続）[3]。
- 階段1つ、西49丁目と7番街の交差点北西、1626 ブロードウェイビルディング内（南行ホーム接続）[3]。
- 階段1つ、西49丁目と7番街の交差点南西（南行ホーム接続）[3]。
- 階段1つ、西47丁目と7番街の交差点南東、パレス劇場ビルディング内（北行ホーム接続）[3]。
- 階段2つ、西47丁目と7番街の交差点北西、ブロードウェイと西47丁目の交差点北東（南行ホーム接続）[3]。
- 通路1本、ロックフェラー・センター接続[3]。

## 出典

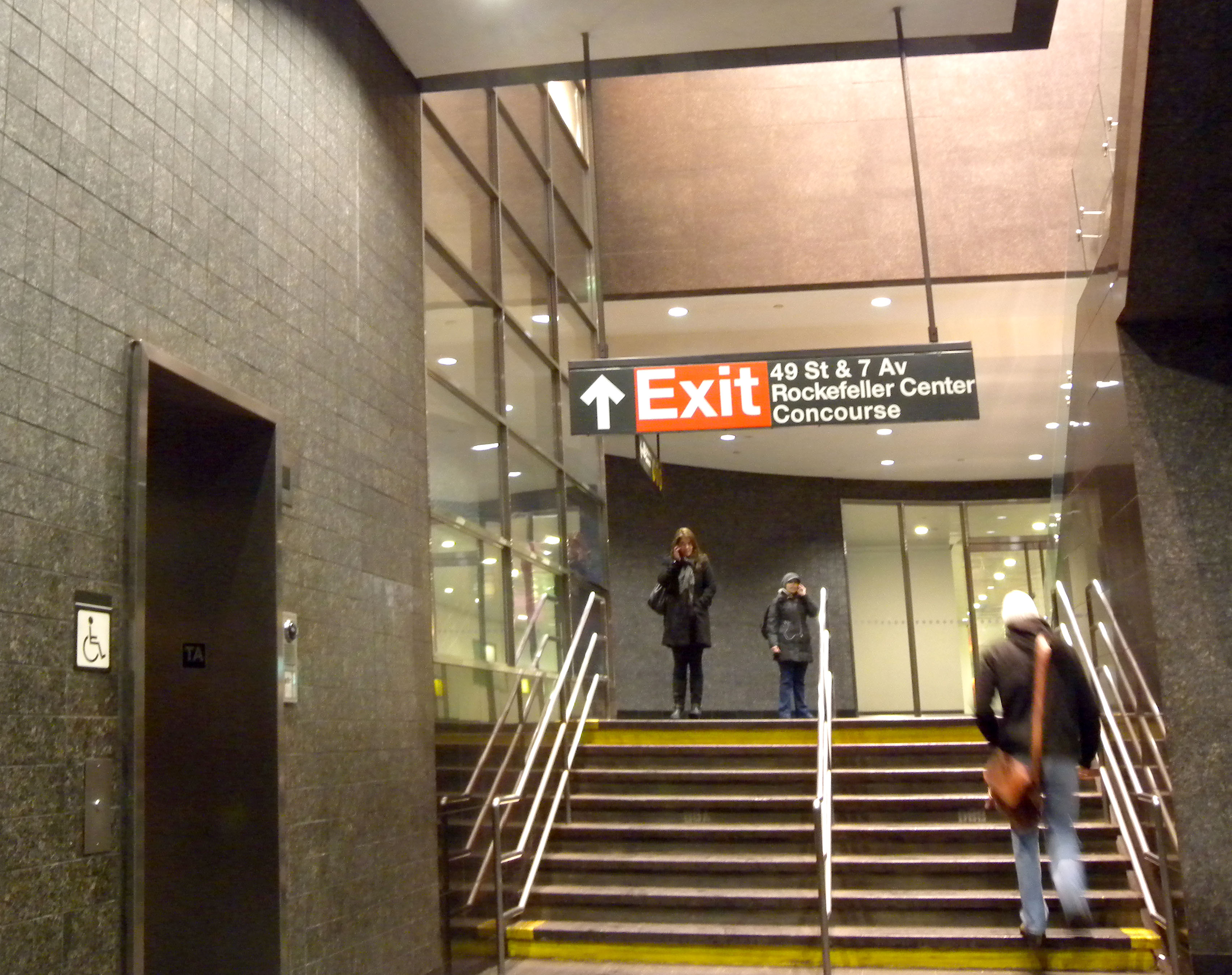
ロックフェラー・センター連絡通路